# Phạm Quỳnh Anh
Phạm Quỳnh Anh (sinh ngày 24 tháng 8 năm 1984) là một nữ ca sĩ kiêm diễn viên người Việt Nam. Cô từng là thành viên của nhóm nhạc Sắc Màu và H.A.T.

## Tiểu sử
Phạm Quỳnh Anh sinh ngày 24 tháng 8 năm 1984 trong một gia đình có 3 người con gái ở Hà Nội, Việt Nam. Cô là người con thứ hai. Phạm Quỳnh Anh từng theo học trường PTTH Phan Huy Chú. Trước đó, cô còn là một sinh viên tại trường Đại học Ngoại ngữ Hà Nội nhưng sau này, cô quyết định theo đuổi sự nghiệp âm nhạc.

## Sự nghiệp

### 1997-2004: Tham gia các nhóm nhạc và thành công với H.A.T
Năm 1997, Phạm Quỳnh Anh khởi đầu sự nghiệp với nhóm nhạc Sắc Màu, một ban nhạc nữ gồm 4 thành viên và hiện đã tan rã. Vào thời điểm đó, Sắc Màu là nhóm nhạc trẻ thuộc lứa đầu trong phong trào nhạc trẻ mới nổi của Hà Nội.
Sau khi Sắc Màu tan rã, Phạm Quỳnh Anh bắt đầu sự nghiệp ở Thành phố Hồ Chí Minh. Năm 2004, cô gia nhập công ty Thế giới Giải Trí, một công ty chuyên tìm kiếm và đào tạo tài năng và gắn bó tới nay. 
Năm 2004, Quỳnh Anh gia nhập nhóm H.A.T cùng với Lương Bích Hữu và Thu Thủy (về sau Ngô Quỳnh Anh thay thế cho Thu Thủy).  H.A.T được thành lập với mục tiêu chỉ tồn tại trong vòng 6 tháng nhưng đạt thành công ngoài dự đoán của WePro Entertainment. 
Khi còn là thành viên của H.A.T, Quỳnh Anh cùng H.A.T và Ưng Hoàng Phúc đến thăm đồng thời tham gia các Concert và Talk Show của đài truyền hình TVB (Hồng Kông), đặc biệt là chương trình mừng X'Mas 2004 phát sóng trên TVB.

### 2005- Hiện tại: Hoạt động solo và đóng phim
Năm 2005, tiếp tục gắn bó với Wepro, Phạm Quỳnh Anh hát solo và đánh dấu cột mốc này bằng các hit như Không Đau Vì Quá Đau, Bụi Bay Vào Mắt, Tình Yêu Cao Thượng, Đêm,..
Năm 2006, cô tung ra chiến dịch tặng 10.000 DVD mang tên 10.000 DVD – Triệu Lời Cảm ơn.
Tháng 11 năm 2006, khi đang thực hiện những cảnh quay cho album mới, Quỳnh Anh phải nhập viện điều trị và phát hiện có khối u lành trong người, cô được phẫu thuật ngay.
Với đối tượng chủ yếu hướng tới là giới trẻ, Phạm Quỳnh Anh xây dựng phong cách trẻ trung, cô đã có một số thành công nhất định. Tháng 12/2006, Quỳnh Anh phát hành album đầu tiên mang tên Hoa Quỳnh Anh và đạt đến con số tiêu thụ trên 25.000 bản. 
Tháng 7/2008, Quỳnh Anh ra mắt album vol.2 Nợ Ai Đó Cả Thế giới. Đĩa nhạc đạt số lượng tiêu thụ trên 8000 bản, một số ca khúc trong album lọt vào top 10 bảng xếp hạng trực tuyến.
Năm 2010 sau 2 năm vắng bóng, Phạm Quỳnh Anh trở lại với đĩa đơn mang tên Người Dưng Ngược Lối do cô tự sáng tác. Sau đó, nữ ca sĩ chính thức trở lại trên các sân khấu ca nhạc, cô cũng phủ nhận tin đồn vắng mặt để sinh con . 
Tháng 8/2013, sau hơn một năm kết hôn và hạ sinh con gái đầu lòng, Quỳnh Anh trở lại âm nhạc bằng đĩa đơn Mỗi Thứ Em Thêm Vào Tình Yêu. Đây là ca khúc ballad ngọt ngào do nhạc sĩ Hamlet Trương sáng tác. 
Năm 2013, Quỳnh Anh đóng vai nhỏ trong bộ phim Thần tượng do Wepro sản xuất, Quang Huy làm đạo diễn. Cô đóng vai mẹ của nam chính của diễn viên Harry Lu. Quỳnh Anh còn thể hiện ca khúc nhạc phim Buổi Chiều Hôm Ấy do nhạc sĩ Đằng Phương phụ trách viết nhạc, còn phần lời do nhạc sĩ Thái Thịnh biên soạn . 
Năm 2014, Phạm Quỳnh Anh tham gia bộ phim Chàng Trai Năm Ấy của đạo diễn Quang Huy với vai trò đồng giám đốc sản xuất và diễn viên. Nhân vật của cô là thành viên trong nhóm bạn gồm Sơn Tùng M-TP, Hứa Vĩ Văn, Hari Won và Ngô Kiến Huy. Nữ ca sĩ cũng thể hiện ca khúc nhạc phim Hạnh Phúc Mới, song ca cùng Hari Won.
Tháng 10/2016, nhân dịp ngày Phụ nữ Việt Nam, Quỳnh Anh phát hành đĩa đơn Chỉ Cần Anh Hạnh Phúc do hai cộng sự quen thuộc là nhạc sĩ Đằng Phương và Thái Thịnh sáng tác.
Tháng 7/2017, Phạm Quỳnh Anh phá lệ tham gia một show ca nhạc, trình diễn ca khúc Cám Ơn của cố ca sĩ Wanbi Tuấn Anh nhân dịp 4 năm ngày mất của anh. Ngoài đời, Quỳnh Anh và Wanbi Tuấn Anh khi còn sống là bạn thân. 
Năm 2018, cô kết hợp cùng ca sĩ hải ngoại Hoàng Hiệp thực hiện Dự án Lam Phương - The Gift. Đây là lần đầu tiên Phạm Quỳnh Anh hát nhạc Lam Phương.
Năm 2020, Phạm Quỳnh Anh trở lại với điện ảnh, với vai thứ chính trong bộ phim tâm lý - kinh dị "Người lắng nghe: Lời thì thầm". Ở dự án này, Phạm Quỳnh Anh hợp tác cùng Quang Sự, Oanh Kiều, Quốc Cường. Bộ phim đã đạt được một số thành tích tại các Liên hoan phim Quốc tế tại New York, London và Hong Kong trong năm 2021.
Đầu năm 2021, Phạm Quỳnh Anh tham gia 2 tập 3 và 4 của show truyền hình thực tế Xuân Hạ Thu Đông rồi lại Xuân cùng với Ali Hoàng Dương.
Năm 2024, Phạm Quỳnh Anh tham gia chương trình truyền hình Chị đẹp đạp gió rẽ sóng (mùa 2)

### Sản xuất âm nhạc
Tháng 4/2016, Phạm Quỳnh Anh thử sức trong vai trò nhà sản xuất âm nhạc. Cô đảm nhận chương trình ca nhạc lớn Mùa Hè Không Độ do Wepro hợp tác với nhãn hàng Trà Xanh Không Độ tổ chức thường niên. Chương trình được tổ chức quy mô ở Hà Nội và Thành phố Hồ Chí Minh, có sự tham gia của các ca sĩ nổi tiếng của Việt Nam như Sơn Tùng M-TP, Hoàng Thùy Linh, Bảo Anh, Hương Tràm, Hoàng Tôn, ... 
Năm 2017, Phạm Quỳnh Anh trở lại làm nhà sản xuất cho năm thứ hai của Mùa Hè Không Độ.

## Phong cách âm nhạc
Phạm Quỳnh Anh có chất giọng mỏng, nhẹ và trong trẻo nên cô khá hợp với những ca khúc thuộc thể loại ballad nhẹ nhàng, du dương. Sau khi kết hôn, cô chuyển sang hình ảnh đằm thắm, trưởng thành hơn. 

## Đời tư
Ngày 10 tháng 5 năm 2012, Phạm Quỳnh Anh kết hôn với nhà sản xuất, đạo diễn và giám đốc của WePro Entertainment Quang Huy.
Tháng 11 năm 2012, Quỳnh Anh hạ sinh đứa con đầu lòng là bé gái và đặt tên là Tuệ Lâm, tên ở nhà là Bella. Tháng 8 năm 2017, vợ chồng cô đón con gái thứ hai và đặt tên bé là An. Trong nhiều bài phỏng vấn, Phạm Quỳnh Anh cho biết sau khi kết hôn và sinh con, cô chủ yếu dành cuộc sống cho gia đình.
Sau gần 1 năm ly thân, tháng 10 năm 2018, Phạm Quỳnh Anh thừa nhận cô và chồng đã đồng thuận ly hôn, cùng gửi đơn lên tòa án nhân dân quận 3, TP.HCM để giải quyết.
Sau khi kết thúc cuộc hôn nhân đầu, Phạm Quỳnh Anh quen bạn trai mới ngoài ngành giải trí. Tháng 7 năm 2022, cô hạ sinh con gái thứ 3.

## Các album và đĩa đơn đã phát hành
- Hoa Quỳnh Anh (Vol.1) (2006)
- Nợ Ai Đó Cả Thế giới (Vol.2) (2008)
- Phạm Quỳnh Anh's Series 2010 (2010)
- Single Người Dưng Ngược Lối (2010)
- Bức Tranh Trong Tim (Single) (ft. Đinh Ứng Phi Trường) (2011)
- Single Em, Anh Và Cô Ấy (2013)
- Single Mỗi Thứ Em Thêm Vào Tình Yêu (2013)
- Ngày Xuân Long Phụng Sum Vầy (ft. BigDaddy) (2014)
- Single Chỉ Cần Anh Hạnh Phúc (2016)
- We Are The Future (2019)

## MV
- Buổi chiều hôm ấy (OST Thần tượng)
- Bụi bay vào mắt
- Cây xương rồng mạnh mẽ
- Gửi em của quá khứ (GECQK)
- Điều gì đến sẽ đến (DGDSD) (với Ưng Hoàng Phúc)
- Em, anh và cô ấy
- Khổ tâm
- Không đau vì quá đau (Ver. 1)
- Không đau vì quá đau (Ver. 2)
- Không thở được
- Lời nào cho anh, lời nào cho em
- Người dưng ngược lối
- Nói với người đến sau
- Nợ ai đó cả thế giới
- Tất cả sẽ thay em
- Tết cho mọi nhà (với Hoàng Phương, bé Nguyễn Đức Khôi, bé Vũ Linh Đan, bé Lương Trương Quỳnh Anh, bé Ngô Minh Hằng)
- Tình yêu cao thượng
- Người ta xin em buông tay (Tình yêu cao thượng 2)
- Vai "ác"
- Vì anh là gu chị
- We are the future (với Dương Khắc Linh, bé Nguyễn Đức Khôi, bé Vũ Linh Đan, bé Lương Trương Quỳnh Anh, bé Ngô Minh Hằng, bé Vương Hồng Thúy, bé Huỳnh Phạm Thanh Tâm, bé Trần Thị Diệp Nhi)
- Xiêu lòng
- Xuân về con cũng về (với Lam Trường, Ưng Hoàng Phúc)
- Yêu không hối tiếc

## Lyrics Video
- Bụi bay vào mắt
- Chỉ cần anh hạnh phúc
- Chúng ta không còn là chúng ta
- Tất cả sẽ thay em
- Với em chỉ là mơ
- Xuân về con cũng về (với Lam Trường, Ưng Hoàng Phúc)

## Ca khúc
- 1 phút (với Andiez Nam Trương)
- Anh không muốn bất công với em (bản song ca với Ưng Hoàng Phúc và bản tam ca với Kay Trần, Andiez Nam Trương)
- Ảo mộng tình yêu (với Ưng Hoàng Phúc)
- Baby biết yêu (với Weboys)
- Buổi chiều hôm ấy (OST Thần tượng)
- Bụi bay vào mắt
- Bức tranh trong tim
- Càng xa càng nhớ
- Cây xương rồng mạnh mẽ
- Chỉ cần anh hạnh phúc
- Chúng ta không còn là chúng ta
- Chung tình
- Cô gái m52 (với Kay Trần, Andiez Nam Trương)
- Cơ hội và lý trí (với Ưng Hoàng Phúc)
- Cơn mưa hạ
- Dấu chôn tình buồn
- Dòng sông
- Đêm
- Điều gì đến sẽ đến (DGDSD) (với Ưng Hoàng Phúc)
- Điều tự nhiên nhất
- Đường hai ngả người thương thành lạ
- Em, anh và cô ấy
- Em sẽ sống vì em (với Ưng Hoàng Phúc)
- Gửi em của quá khứ (GECQK)
- Hạnh phúc một quân cờ
- Hạnh phúc mới (với Hari Won) (OST Thần tượng)
- Hơi ấm biệt ly (với Ông Cao Thắng)
- Khổ tâm
- Không đau vì quá đau
- Không thở được
- Lời hứa
- Lời nào cho anh, lời nào cho em
- Mỗi thứ em thêm vào tình yêu
- Một ngày ta có thể trở lại (với Trịnh Thăng Bình)
- Mơ một hạnh phúc
- Mùa hè ngọt ngào (với Weboys)
- Nếu em được lựa chọn
- Nếu ta còn yêu nhau (với Ưng Hoàng Phúc)
- Ngôi sao băng (với Weboys)
- Người hãy quên em đi (bản solo và song ca với Hòa Minzy)
- Người đứng sau hạnh phúc
- Người dưng ngược lối
- Nói với người đến sau
- Nợ ai đó cả thế giới
- Nơi đâu bán phép màu
- Soup tình yêu
- Tất cả sẽ thay em
- Tết cho mọi nhà (với Hoàng Phương, bé Nguyễn Đức Khôi, bé Vũ Linh Đan, bé Lương Trương Quỳnh Anh, bé Ngô Minh Hằng)
- Tình bạn phi thường
- Tình nhân
- Tình yêu cao thượng
- Tình yêu cao thượng 2
- Tôi không tin (với Ưng Hoàng Phúc)
- Vai "ác"
- Vì anh là gu chị
- Với em chỉ là mơ
- We are the future (với Dương Khắc Linh, bé Nguyễn Đức Khôi, bé Vũ Linh Đan, bé Lương Trương Quỳnh Anh, bé Ngô Minh Hằng, bé Vương Hồng Thúy, bé Huỳnh Phạm Thanh Tâm, bé Trần Thị Diệp Nhi)
- Xiêu lòng
- Xuân về con cũng về (với Lam Trường, Ưng Hoàng Phúc)
- Yêu không hối tiếc
- Yêu là "tha thu" (với Only C)
- Yêu làm chi

## Sáng tác
- Người dưng ngược lối
- Sắc màu tuổi thơ (đồng sáng tác với Mai Thang)
- Nơi pháo hoa rực rỡ (viết thêm lời mới trên sáng tác của Hứa Kim Tuyền)
- Vì yêu cứ đâm đầu (đồng viết thêm lời mới và lời rap với Ngọc Thanh Tâm, Xuân Nghi, Kiều Anh, Hoàng Yến Chibi trên sáng tác của  Hoàng Tôn)